# Ismael Vidal Soneira
Ismael Vidal Soneira (València, 1987), més conegut com a Fageca (per ser Fageca el poble de la seua família), és un jugador professional de pilota valenciana, rest en la modalitat de l'Escala i corda, en nòmina de l'empresa ValNet. Actualment està acabant la carrera de Ciències de l'Activitat Física i l'Esport a la Universitat de València.A les eleccions municipals de 2019 fou elegit alcalde del poble de Fageca.
Va debutar al trinquet de Pelayo el 2001.
Va ser convidat a participar en el Trofeu Individual d'escala i corda de 2008, però des de la fase prèvia, i mercés als resultats obtinguts, en l'edició següent, el 2009, va participar amb plaça fixa, arribant a semifinals. Aconseguí una meritòria plaça a la final en l'edició de 2014 en la qual s'enfrontà a Soro III perdent per un clar 60 per 30.
El 2010 es proclamà campió de la I Copa Diputació de Promeses, juntament amb Colau II i Héctor II. Participà a per primera vegada al Circuit Professional a l'edició de 2012 com a substitut del lesionat Colau, arribant a la fase final i quedant subcampió davant l'equip d'Álvaro. Era la primera vegada que Fageca participava en el campionat de manera continuada, abans però havia jugat de manera puntual com a jugador reserva. També el 2014 es proclamà campió del Circuit Professional junt a Javi i Monrabal.
Després de vint-i-un mesos d'absència per una lesió, Fageca tornà a jugar el 3 de juliol de 2017 al trinquet de la Pobla de Vallbona: acompanyat per Héctor II, guanyà 60 per 30 a Carlos del Genovés i Miguel de Petrer, que també reapareixia després d'uns mesos sense competir.
Encara que al començament de la temporada del 2019 de pilota valenciana fon relegat a la Lliga 2, en guanyar la final amb Tomàs II ambdós foren inclosos en la Copa d'Escala i corda President de la Diputació de València.
L'any 2019 va ser elegit alcalde de Fageca pel PSPV-PSOE.

## Palmarés
- Escala i corda:
  - Campió mestres: 2014
  - Campió del Circuit Bancaixa: 2014
  - Subcampió del Circuit Bancaixa: 2012
  - Subcampió del Trofeu Superdeporte: 2011
  - Campió del Circuit Jove Oxford: 2008
  - Campió de la Copa Promeses Diputació de València: 2010
  - Campió Individual sub-23: 2008, 2009, 2010
  - Campió Copa 2, 2019
- Frontó:
  - Campió Diputació 2008, 2015
  - Campió de l'Obert d'Albal: 2008 i 2009
  - Campió Trofeu President de la Diputació de València: 2008
  - Subcampió Trofeu Platges de Moncofa: 2006
- Galotxa:
  - Campió Interpobles: 2005
  - Campió Supercopa: 2006
  - Campió Copa Generalitat: 2006
  - Subcampió del Trofeu Moscatell: 2012